# Avenue de la Liberté (Luxembourg)
Pour les articles homonymes, voir avenue de la Liberté.
L'avenue de la Liberté (en luxembourgeois : Nei Avenue) est une avenue de Luxembourg-Ville formant avec le boulevard Royal l'axe nord-sud pour traverser le centre-ville et le quartier de la Gare.

## Situation et accès
C'est une artère large à sens unique à 2 voies (plus 2 voies du tram) en direction de la Gare Centrale de Luxembourg.
Au quart de la rue, elle longe le côté est de la place des Martyrs (lb), en face de laquelle se trouve l'imposant Palais de l'Arbed, anciennement siège d'Arcelor Mittal et aujourd'hui siège social de la Spuerkeess.

## Historique

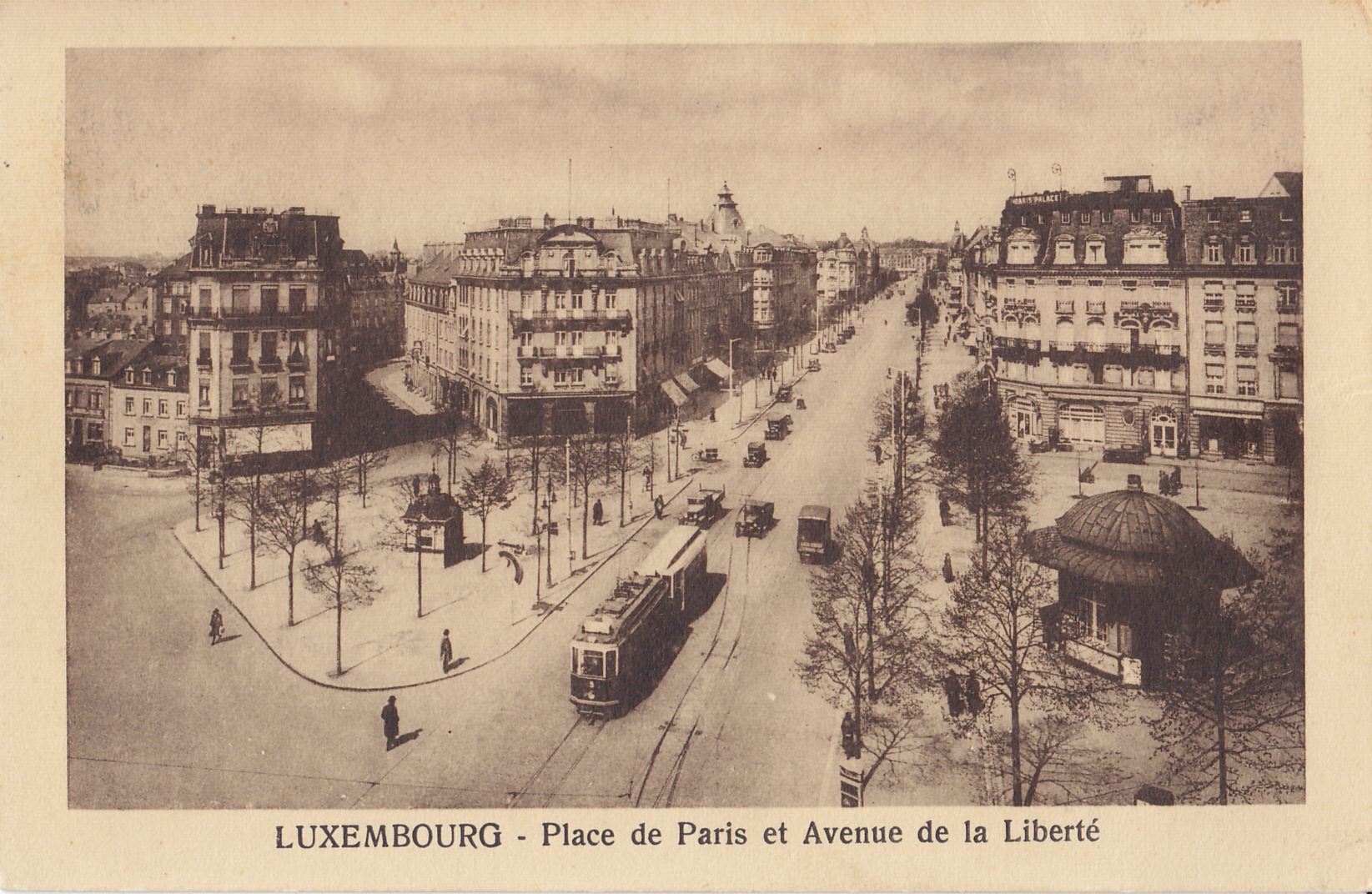
Carte postale ancienne éditée par Maroldt à Luxembourg-Gare : place de Paris et avenue de la Liberté.
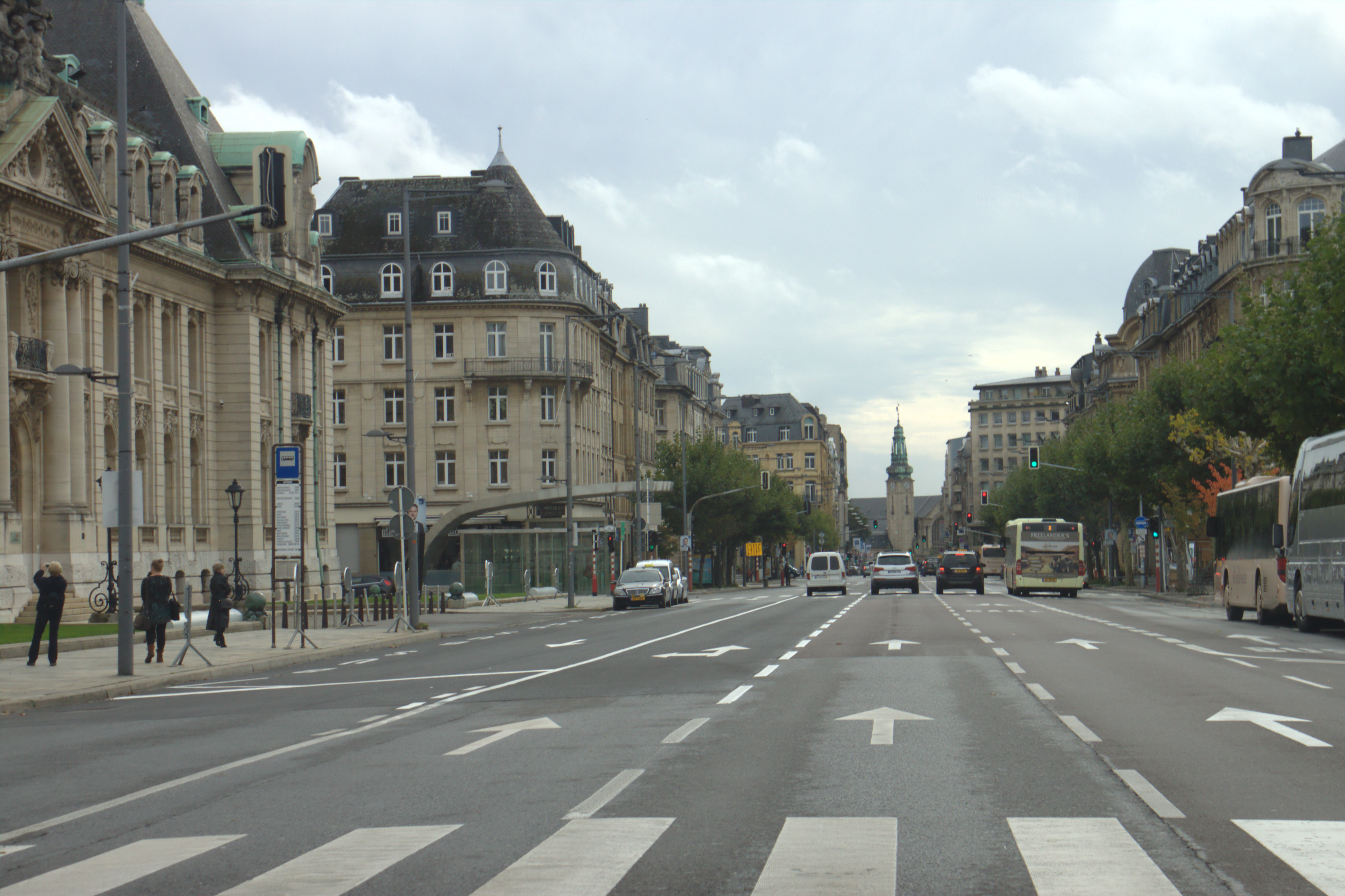
Au premier-plan, l'avenue de la Liberté en direction du sud. À l'arrière-plan, on peut apercevoir la gare centrale.
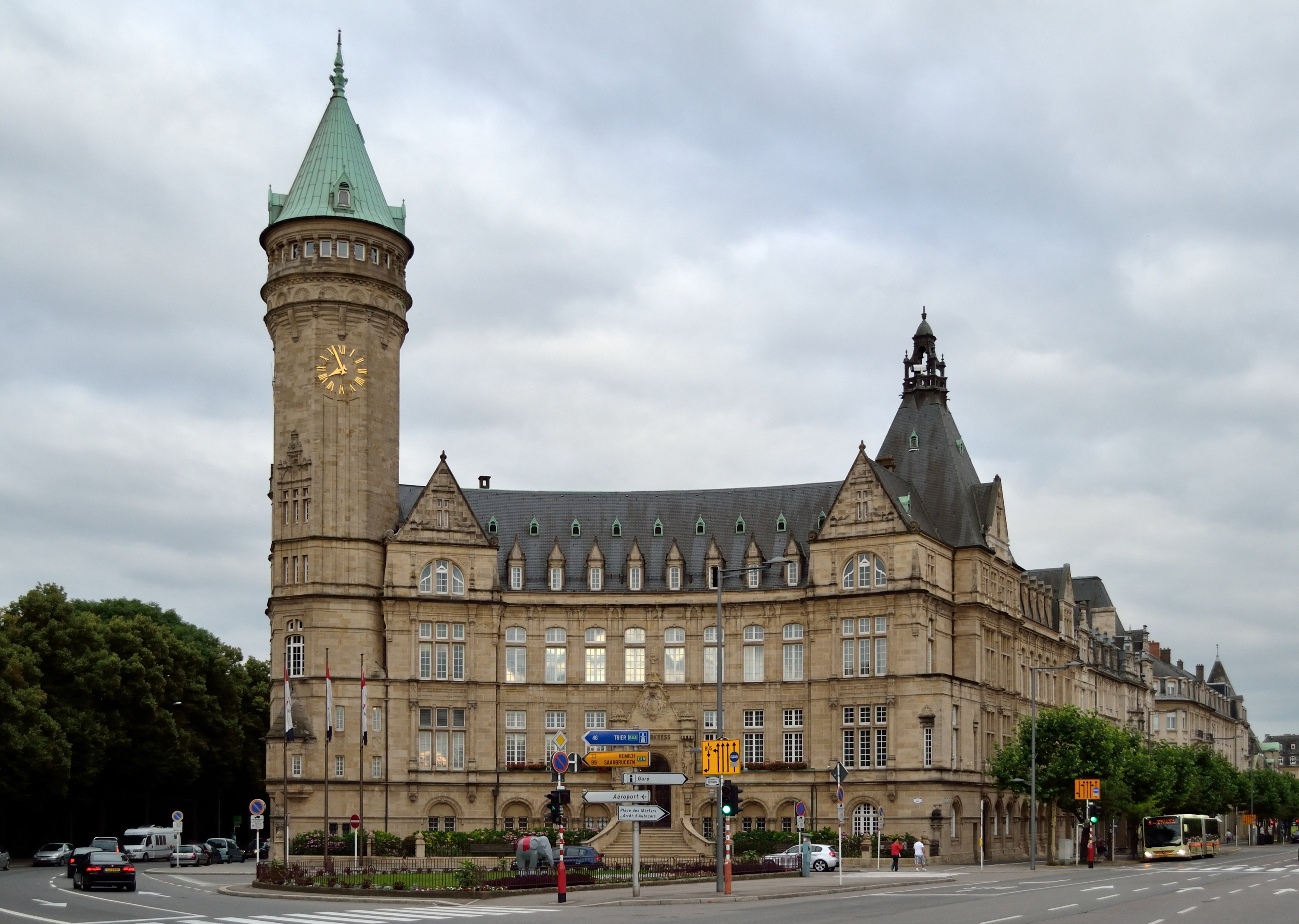
Siège de la Banque et caisse d'épargne de l'État sur la place de Metz.
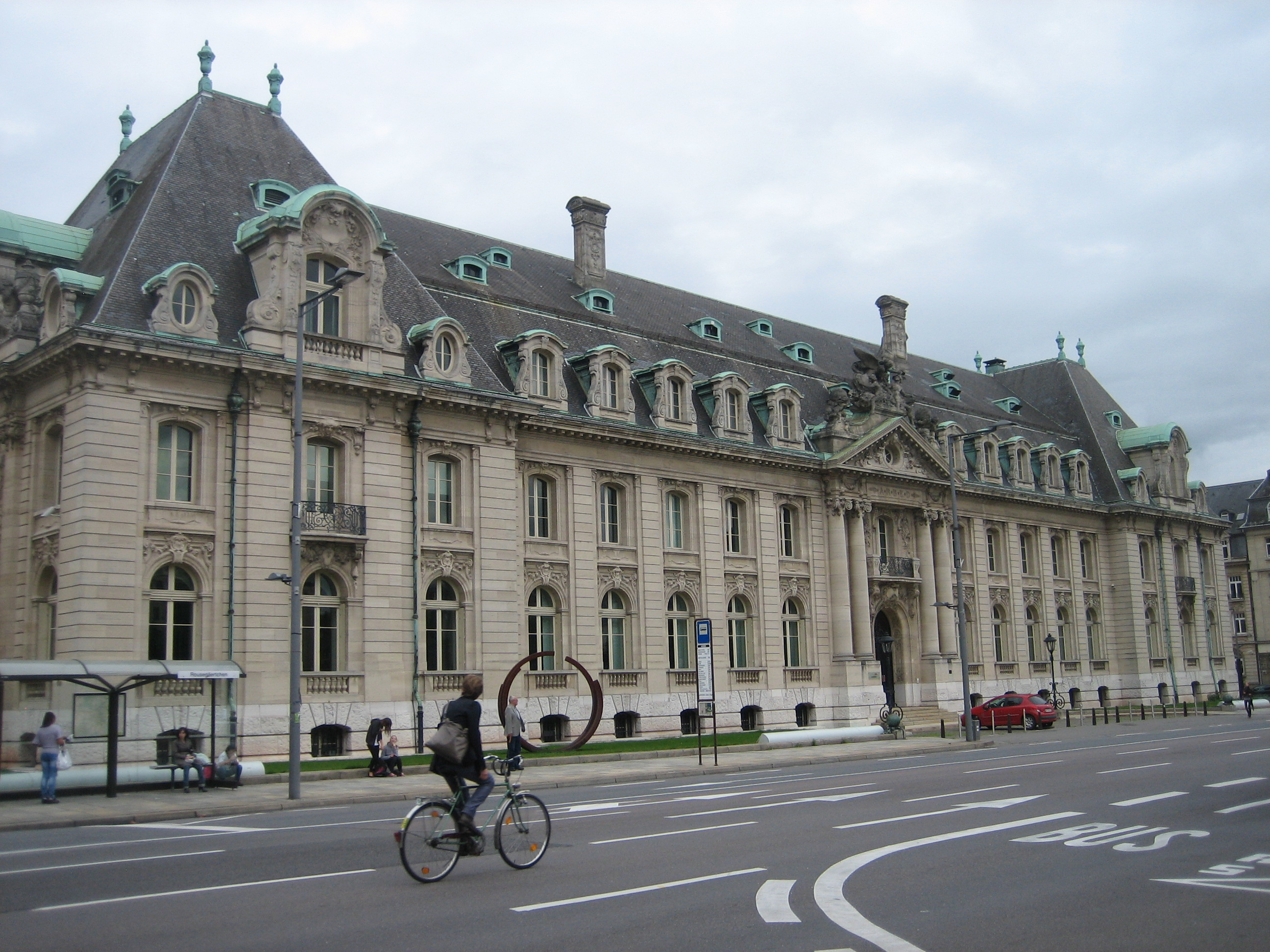
Ancien siège des Aciéries réunies de Burbach-Eich-Dudelange (ARBED).

Au début du XXe siècle, l'avenue est percée comme un prolongement du nouveau pont au-dessus de la Pétrusse. Les façades des maisons sont conçues dans un même style et rappellent l'ambiance des grandes artères parisiennes. À mi chemin, l'avenue traverse la place de Paris, grand espace bordé d'hôtels, cafés et restaurants avec terrasses. L'avenue est alors baptisée « avenue Adolphe » en référence au prénom du Grand-Duc Adolphe jusqu'en 1925. Pendant la Seconde Guerre mondiale, sous l'occupation allemande, l'avenue est rebaptisée en allemand Adolf-Hitlerstraße (en français : avenue Adolf-Hitler). En 2012, l'avenue de la Liberté est classée comme la deuxième avenue la plus attractive au monde selon l'étude Mystery Shopping réalisée par la société Présence.
En 1915, des platanes ont été plantés dans la partie supérieure des deux côtés de l'avenue. Ceux-ci ont dû être retirés en octobre et novembre 2018 en raison des travaux d'aménagement pour la mise en place du tramway, le renouvellement des canalisations souterraines et le déplacement des lignes de gaz, d'eau et d'électricité qui sont actuellement sous le futur tracé. Le 20 janvier 2020, les deux premiers platanes ont été disposés sur un total de soixante-neuf nouveaux arbres. Ces platanes sont âgés de vingt ans et sont d'une hauteur de 10 à 12 m. Ils proviennent d'une pépinière néerlandaise à Cuijk. Le chantier se poursuit au mois de juillet 2020 après un arrêt de cinq semaines en raison de la pandémie de Covid-19 au Luxembourg afin de poser les rails de la future ligne de tramway sur le tronçon menant vers la gare centrale.